# Правовий нігілізм
Правовий нігілізм — деформаційний стан правосвідомості особи, групи, суспільства,  який характеризується усвідомленим ігноруванням вимог закону, цінності права, зневажливим ставленням до правових принципів і традицій, однак виключає злочинний намір. Ігнорування закону зі злочинною метою — самостійна форма деформації правосвідомості. Разом з тим правовий нігілізм породжує правопорушення, у тому числі кримінального характеру.
Бурдоносова М.А. пропонує наступне визначення правового нігілізму - це напрям суспільно-правової думки, що виникає на певному історичному етапі розвитку суспільства, особливо посилюючись у кризові періоди, який відкидає соціальну цінність права, культивує негативне ставлення до нього та належить до стійких проявів деформації правосвідомості населення, заперечуючи чинні правові норми та не пропонуючи натомість нічого нового.

## Правовий нігілізм в Україні
Правовий нігілізм українського суспільства радянського періоду виник не на голому місці: він мав глибокі історичні корені. Багатовікова правова незабезпеченість суспільства, нерівність перед законом і судом, правовий цинізм уряду та інших вищих органів влади, нехтування національної самобутності народу — все це, говорячи словами О. Герцена, «вбило всяку повагу до законності» у Російській імперії, до складу якої протягом декількох століть входила значна частина України.
Правовий нігілізм в Україні під час її входження в СРСР — результат певної деформації правової свідомості і правового регулювання того часу.
У СРСР правовий нігілізм проявлявся у двох формах:
1. теоретичній (ідеологічній), коли в унісон з марксистсько-ленінською теорією на державному рівні обґрунтовувалися ідеї:
- про відмирання держави і права при соціалізмі — і тим самим істотно принижувалася роль права;

- про перевагу всесвітньої пролетарської революції над правами людини;

- про перевагу постанов комуністичної партії над законами, вторинність права, його відображеної реальності, яка обслуговує первинні реальності — економіку і політику, та ін.;

2. практичній, коли відповідно до офіційної ідеології:
- була накопичена величезна кількість нормативних актів, які або морально застаріли, або містили декларації та заклики, або не мали ясності і чіткості формулювань і суперечили один одному. Поширена порочна практика, відповідно до якої закон не діяв доти, доки він не обростав інструкціями або відомчими наказами, призвела до правової деградації суспільства, породила недовіру в закон, зневагу до нього;

- встановлені державою правові норми не додержувалися державними органами, відомчими і посадовими особами, які прикривали порушення законності виправдувальними поясненнями типу «в інтересах народу», «для виконання плану» та ін., що спричинило відомчий правовий нігілізм, а часто і правовий цинізм з боку вищих посадових осіб держави;

- правозастосовні та правоохоронні органи діяли відповідно до принципу пріоритету доцільності над правом і законом.

Явища правового нігілізму (невизнання законів, негативне ставлення до права) — найбільш поширена і укорінена форма деформації правосвідомості населення в державах з авторитарним і тоталітарним режимами.

## Причини виникнення та прояву правового нігілізму в Україні
На цей час причинами виникнення та прояву правового нігілізму в Україні можна вважати:
- довготривале перебування українців та сучасної української території під абсолютною владою

Російської Імперії, де багатовікова правова незабезпеченість суспільства,
нерівність перед законом і судом, правовий цинізм уряду та інших вищих органів
влади, попрання національної самобутності народу викарбували у людях неповагу
до держави та закону, тобто сформувало корені сучасного українського нігілізму;
- включення України до складу СРСР, в середині якого паралельно із марксистсько-ленінською

теорією на державному рівні обґрунтовувалися ідеї відмирання держави і права
при соціалізмі (тим самим істотно принижувалася роль права), перевагу
всесвітньої пролетарської революції над правами людини, котрими за «потреби
держави» взагалі нівелювали, переваги постанов комуністичної партії над
законами, вторинність права, його відображеної реальності, яка обслуговує
первинні реальності — економіку і політику. Крім того, була накопичена величезна кількість нормативних актів, які
або морально застаріли, або містили декларації та заклики, або не мали ясності
і чіткості формулювань і суперечили один одному. Поширена порочна практика,
відповідно до якої закон не діяв доти, доки він не обростав інструкціями або
відомчими наказами, призвела до правової деградації суспільства, породила
недовіру в закон, зневагу до нього. Встановлені державою правові норми не додержувалися
державними органами, відомчими і посадовими особами, які прикривали порушення
законності виправдувальними поясненнями типу «в інтересах народу», «для
виконання плану» та ін., що спричинило відомчий правовий нігілізм, а часто і
правовий цинізм з боку вищих посадових осіб держави, а правозастосовні та
правоохоронні органи діяли відповідно до принципу пріоритету доцільності над
правом і законом.
- Україна є ще молодою, нещодавно сформованою державою, суспільство якої на даному етапі

знаходиться на перехідному періоді між радянською державою, що нехтувала
правами і свободами людини, ставила Закон та право в цілому на другий план,
використовувала репресії та залякування та новим, сучасним суспільством, що
будується на загальноєвропейських принципах свободи слова, поглядів,
віросповідання, думки, дії та совісті, що у свою чергу викликає непорозуміння
між різними поколіннями українців, що у своєму загалі ще не відійшли від
періоду тоталітарного СРСР, але вже стали частиною періоду української
незалежності та демократії.
- суттєвою сучасною причиною є невпорядкованість законодавства, його нестабільність і

суперечливість, наявність «лазів», недоліків, «пробілів», суперечностей та
неповне введення, а подекуди і відсутність понятійного апарату (законодавець не
дає нам поняття реклами, цензури, різниці понять «проступок» та «правопорушення»,
тощо), а також слабість механізму приведення в дію прийнятих законів, що в
значній кількості є лише на папері (яскравим прикладом є наша Конституція, що
вже у перших строках декларує Україну як правову державу, якою назвати Україну
просто неможливо). Крім того, треба відмітити низьку якість нормативних актів,
що видаються державними органами України.
- низька правова культура українського суспільства, що залежить від відповідності права

вимогам справедливості та свободи, рівня правосвідомості громадян та посадових
осіб, їх впевненості діяти відповідно до вимог правових приписів, рівня
правотворчої та правореалізаційної культури, рівня якості роботи правоохоронних
і правозастосовчих органів та посадових осіб, якості системи законодавства,
рівню законності і правопорядку, правових знань, що охоплюють розуміння
конкретних норм права, участі громадян в управлінні державою, стану законності
і правопорядку, форм і методів правового регулювання, якості роботи
правоохоронних органів.
- відсутність рівності перед законом, що дозволяє певним групам населення завдяки державним

посадам або майновому стану уникати відповідальності за правопорушення, а
інколи й злочини, отримувати незаслужені та незаконні привілеї, тощо.

## Шляхи подолання правового нігілізму
Спеціальними засобами, що сприяють зведенню до мінімуму правового нігілізму, слід назвати:
- якість законів та інших нормативно-правових актів. Забезпечення належної ролі закону в системі правових актів. Наявність стабільності та однаковості в регулюванні суспільних відносин;

- авторитет державної влади і налагодженість механізму її дії. Наявність розвинутої державної структури, здатної забезпечити виконання права. Вдосконалення системи правоохоронних органів і правозастосовної діяльності. Зміцнення законності. Підвищення ролі суду;

- високий рівень правосвідомості, який дозволив би закону працювати. Збереження самобутності правової культури. Поліпшення системи правової інформації, професійного навчання і виховання юристів, інших посадових осіб.

Необхідна систематична робота з підвищення професійної культури всіх суб'єктів правоохоронної системи, що сприятиме подоланню недовіри населення до правоохоронних органів. Додержання закону стане вигіднішим, ніж його порушення, коли зміцниться надійність права, що означає, з одного боку захист набутих прав, а з іншого — можливість будь-якого громадянина, який не має юридичної освіти, знати свої права. Надійність права припускає також стабільність правопорядку і можливість передбачати зміст конкретних юридичних рішень.